# Terebella annulifilis
Terebella annulifilis är en ringmaskart som beskrevs av Grube 1871. Terebella annulifilis ingår i släktet Terebella och familjen Terebellidae. Inga underarter finns listade i Catalogue of Life.